# 千葉智枝美
千葉 智枝美（ちば ちえみ、1987年9月24日 - ）は、日本の元女子バレーボール選手。

## 来歴
東京都足立区出身。ママさんバレーをしていた母親の仲間に誘われて、小学校4年生からバレーボールを始める。共栄学園高校では、同級生の大槻真弥とともにツーセッターとして、春高バレー優勝、インターハイ優勝に大きく貢献した。
青山学院大学進学後、2008年12月全日本インカレ優勝に貢献した。
2010年、プレミアリーグのJTマーヴェラスに入団した。ウィングスパイカーだけでなく、レシーバやセッターもこなすユーティリティプレーヤーである。
2014年5月、JTを退団。

## 球歴
- ユニバーシアード代表 - 2011年

## 所属チーム
- 渕江一小
- 共栄学園中学
- 共栄学園高校（2003-2006年）
- 青山学院大学（2006-2010年）
- JTマーヴェラス（2010-2014年）

## 背番号
- 19（2010-2012年）
- 6（2012-2014年）